# 1789
1789 (MDCCLXXXIX) fue un año común comenzado en jueves según el calendario gregoriano. En este año se da uno de los finales propuestos de la Edad Moderna para dar paso a la Edad Contemporánea, con el inicio de la Revolución francesa, cuyas repercusiones afectarían no solo a Europa, sino también al resto del mundo.

## Acontecimientos
- Enero: Emmanuel-Joseph Sieyès publica su obra ¿Qué es el Tercer Estado?.
- 29 de enero: en Vietnam, el emperador Nguyễn Huệ obtiene una decisiva victoria sobre el Imperio Chino, la cual es considerada como una de las más grandes de la historia vietnamita. Debido a sus impresionantes victorias militares contra chinos y tailandeses, Nguyễn Huệ fue conocido por misioneros europeos como el "Alejandro Magno de Vietnam".[2]
- Marzo: inicia la Segunda Guerra Xhosa entre los colonos de Sudáfrica y los Bantús.
- 4 de marzo: en Nueva York, el Congreso de la Confederación, en su décima reunión, declara la Constitución de los Estados Unidos.
- 22 de marzo: en Suiza se proclama la República Helvética.
- 25 de marzo: en España, el rey Carlos IV nombra a Goya «pintor de cámaras».
- Marzo - abril: en Australia ocurre una epidemia de viruela que diezma a la mitad de la población aborigen.[3]
- 7 de abril: Selim III asciende al trono del Imperio otomano, iniciando un gobierno de grandes reformas para el decadente imperio.
- 24 - 26 de abril: fallida revuelta en la fábrica de París de Jean-Baptiste Réveillon.
- 28 de abril: en el Pacífico Sur sucede el motín del Bounty.
- 30 de abril: en los Estados Unidos, George Washington inicia su mandato como primer presidente de los Estados Unidos.
- 10 de mayo:
  - En Brasil es detenido el patriota brasileño Tiradentes (José da Silva Xavier), héroe nacional brasileño.
  - En Japón inicia la Rebelión de Menashi-Kunashir entre los Ainu y los japoneses en el noroeste de Hokkaidō.[4]
- 31 de mayo: en España se emite una real cédula "concediendo libertad para el comercio de negros".[5]
- 30 de julio: parte de Cádiz la expedición científica de Malaspina.
- 18 de agosto: empieza la Revolución liejana en los Países Bajos Austríacos.
- 24 de octubre: proclamación de los Estados Unidos de Bélgica (Países Bajos Austríacos).
- 6 de noviembre: el papa Pío VI nombra al sacerdote John Carroll como primer obispo de la Iglesia católica en Estados Unidos.

### Revolución francesa
- 5 de mayo: Inauguración de los Estados Generales en Versalles.
- 17 de junio: el Tercer Estado proclama la Asamblea Nacional.
- 20 de junio: Juramento del Juego de Pelota entre los 577 diputados del tercer estado para no separarse hasta dotar a Francia de una constitución, haciendo frente a las presiones de Luis XVI.
- 23 - 27 de junio: Luis XVI intenta disolver los Estados Generales, pero cede ante las demandas populares.
- 9 de julio: los Estados Generales se transforman en la Asamblea Nacional Constituyente.
- 11 de julio: Luis XVI y la nobleza rechazan reunirse con el Tercer Estado, empeorando el descontento de las masas.
- 14 de julio: Toma de la Bastilla."Toma de la Bastilla" (1789) de Jean-Pierre Houël.
- 20 de julio: Inicia el Gran Miedo
- Noche del 4 de agosto de 1789
  - Abolición del Sistema feudal

"Toma de la Bastilla" (1789) de Jean-Pierre Houël.

- 5 - 6 de octubre: Marcha sobre Versalles
- 26 de agosto: Declaración de los Derechos del Hombre y del Ciudadano por la Asamblea Constituyente
- 21 de octubre: Luis XVI declara la Ley marcial.[6]
- 2 de noviembre: nacionalización de la propiedad del clero católico.[7]
- 24 de diciembre: los protestantes obtienen el derecho al voto.[8]

### Sin fecha
- Lavoisier: Tratado elemental de Química, considerado el primer texto de la química moderna.
- Martin Heinrich Klaproth descubre el circonio y el uranio.
- En el estado de Andhra Pradesh (India), una marejada ciclónica golpea la localidad de Coringa y mata a 20 000 personas. El 16 de noviembre de 1839 volverá a suceder lo mismo, con el mismo número de víctimas.
- En Mongolia (entonces provincia administrativa de China), se promulgan importantes códigos de leyes dictadas por los manchúes.[9]

## Nacimientos
- 5 de febrero: Miguel Salinas y Campillo, militar español (f. 1853).
- 16 de marzo: Georg Simon Ohm, físico alemán (f. 1854).
- 10 de abril: Leona Vicario, insurgente mexicana a favor de la independencia de la Nueva España (f. 1842).
- 20 de mayo: Marcelino Champagnat, religioso y santo francés, fundador de los Hermanos Maristas (f. 1840).
- 19 de junio: Carl Ludwig Blume, botánico alemán-neerlandés (f. 1862).
- 24 de junio: Juan Bautista Cabral, soldado argentino (f. 1813).
- 30 de junio: Horace Vernet, pintor francés (f. 1863).
- 1 de julio: Francisco Javier Mina Larrea, militar español (f. 1817).
- 16 de julio: Enrique Martínez, militar montevideano que participará en la emancipación de América (f. 1870).
- 22 de julio: Antonio Alcalá Galiano, escritor y político español (f. 1865).
- 20 de agosto: Bernardo de Monteagudo, abogado y periodista argentino (f. 1825).
- 15 de septiembre: James Fenimore Cooper, novelista estadounidense (f. 1851).
- 14 de noviembre: José Antonio Anzoátegui, militar venezolano (f. 1819).
- 15 de diciembre: Carlos Soublette, militar y presidente venezolano (f. 1870).

Sin fecha
- Sara Baartman, esclava sudafricana de la etnia khoikhoi (f. 1815).

## Fallecimientos
- 15 de mayo: Jean-Baptiste Marie Pierre, pintor y grabador francés (n. 1714).
- 13 de julio: Victor Riquetti, economista francés (n. 1715).
- 14 de julio: Bernard-René Jordan de Launay, militar francés (n. 1740).
- 15 de julio: Jacques Duphly, compositor, organista y clavicordista francés (n. 1715).
- 3 de diciembre: Claude Joseph Vernet, pintor francés (n. 1759).
- 9 de diciembre: Pedro de Usauro Martínez de Bernabé, militar e historiador colonial chileno-español (n. 1733).

## Ciencia Ficción
- El inicio del videojuego Assassin's Creed: Unity toma lugar en este año